# Carl Roebelin
Carl Roebelin oder Carl Roebelen (* 1855; † 1927, Siam) war ein Pflanzenjäger in Diensten der Gärtnerei von Frederick Sander. Seine Identität ist unklar, er wird als Schweizer oder als Württemberger, Deutscher angegeben.

## Leben
Über das Leben von Carl Roebelin ist wenig bekannt.
Bekannte Orchideenarten sind Vanda sanderiana (heute: Euanthe sanderiana) und Phalaenopsis sanderiana, die Roebelin auf den Philippinen entdeckt und zu Frederick Sander geschickt hat. Heinrich Gustav Reichenbach benannte die beiden Orchideen zu Ehren von Sander. Wahrscheinlich ebenfalls von Roebelin entdeckt wurde die Orchideenart Aerides lawrenciae.
In Berichten wird Roebelin als hart und physisch furchtlos beschrieben. So liess er sich bei einer Expedition auf den Philippinen selbst von einem Erdbeben nicht stoppen, obwohl er selbst beinahe ums Leben kam. Allerdings erfuhr er auch grossen Druck von seinem Auftraggeber.
Zu Ehren von Roebelin sind die Dattelpalme Phoenix roebelenii und die Orchideen Habenaria roebelenii, Aerides roebelenii und Cypripedium roebelenii benannt.